# Fokale subkortikale Heterotopien
Fokale subkortikale Heterotopien sind eine Form einer neuronalen Heterotopie und gehören zu den neuronalen Migrationsstörungen.

## Pathologie
Zur Pathologie siehe Neuronale Heterotopie Pathologie
Bei fokalen subkortikalen Heterotopien sind die Neuronen schon aus der germinalen Matrixzone emigriert und in Richtung Großhirnrinde gewandert, diesen haben sie jedoch nie erreicht.

## Einteilung
Die Klassifikation siehe Neuronale Heterotopie Einteilung
Bei subkortikalen Heterotopien kann zwischen nodulären, kurvilinearen und gemischten Formen unterschieden werden.
Bei der nodulären Form liegen Knötchen von Grauer Substanz in der Weißen Substanz und gehen in die darüber liegende Hirnrinde oder den darunter liegenden Seitenventrikel über.

## Klinische Erscheinungen
Bei subkortikalen Heterotopien tritt sehr häufig eine Epilepsie bereits im Kindesalter auf. Häufig ist sie mit unterschiedlich ausgeprägter Entwicklungsverzögerung verbunden.
In der Regel liegen zusätzliche Fehlbildungen vor wie
- diffuse Verkleinerung des betroffenen Hirnhälfte
- deformierter Hirnventrikel
- verminderte und abnormale Weiße Substanz
- ausgedünnte darüberliegende Hirnrinde mit abgeflachten Sulci
- deformierte Basalganglien[2][3]

Je nach Größe der Heterotopie und deren Auswirkung auf die darüber liegende Hirnrinde ist das Ausmaß einer motorischen Störung und Entwicklungsverzögerung unterschiedlich. Kleinere oder dünnere Heterotopien können klinisch unauffällig sein.

## Diagnose
Wie auch bei den anderen Heterotopien wird hier mittels Magnetresonanztomographie untersucht und anschließend die Diagnose gestellt. Gerade fokale subkortikale Heterotopien werden oft erst für einen Tumor gehalten. Außerdem werden bei dieser Heterotopie oft noch weitere Fehlbildungen des Gehirns diagnostiziert.